# Los tres García
Los tres García es una película mexicana de comedia, drama y romance de 1947, producida, escrita y dirigida por Ismael Rodríguez y protagonizada por Pedro Infante, Sara García y Marga López. 
La película trata sobre los pleitos de los tres primos que no obstante su rivalidad se tienen en gran estima unos a otros. Los problemas aumentan cuando llega una prima lejana de la que se enamoran los tres. Otro factor de discordia es la aparición de los hermanos López, que son los responsables de la muerte de los padres de los primos García y con los que ha habido una guerra familiar por generaciones.

## Argumento
En el pueblo de San Luis de la Paz viven Luis Antonio, José Luis y Luis Manuel García, tres primos pendencieros que únicamente entran en orden cuando su abuela, la enérgica doña Luisa, los agarra a bastonazos. La llegada de Lupita Smith, prima de los muchachos nacida en los Estados Unidos, desata la competencia entre ellos por conquistar a su rubia pariente. Además, una venganza familiar enfrenta a los García con los temibles primos López.
Pero a pesar de su rivalidad entre ellos cuando hay problemas siempre están los tres primos juntos, es así que Luis Antonio y Luis Manuel se apartan del camino para que su primo José Luis y su prima Lupita sean felices.

## Reparto
| Actores                          | Personajes                        |
| -------------------------------- | --------------------------------- |
| Sara García                      | Doña Luisa García viuda de García |
| Pedro Infante                    | Luís Antonio García               |
| Abel Salazar                     | José Luís García                  |
| Víctor Manuel Mendoza            | Luís Manuel García                |
| Marga López                      | Lupita Smith                      |
| Clifford Carr                    | John Smith                        |
| Fernando Soto "Mantequilla"      | Tranquilino                       |
| Carlos Orellana                  | Cura                              |
| Antonio R. Frausto               | Don Cosme, Presidente municipal   |
| Manuel Arvide                    | Juez calificador                  |
| Luis Enrique Cubillán "Pajarote" | Uno de los López                  |
| José Muñoz                       | Otro de los López                 |
| Manuel Roche                     | Otro más de los López             |
| Paco Martínez                    | Juez del Distrito                 |
| Josefina Burgos                  | Chabela                           |
| José Escanero                    | Chema                             |
| José Pardavé                     | Chencho                           |
| Leopoldo Ávila                   | Margarito                         |
| Ernesto Tanus                    | Gendarme                          |
| Hernán Vera                      | Cantinero                         |
| Manuel Pozos                     | Viejo asesinado                   |

## Producción
Los tres García constituyó la tercera y definitiva colaboración entre el director Ismael Rodríguez y el actor y cantante Pedro Infante, mancuerna iniciada dos años atrás con Escándalo de estrellas (Sopa de estrellas) (1944). El filme también contribuyó a consolidar el personaje monolítico de la madre «todo-poderosa» encarnado por doña Sara García. En palabras de Emilio García Riera:

Sara García con puro en boca, bastón en mano y crucifijo en pecho y alma, es no sólo el dios tutelar, sino el ámbito mismo (tanto el pueblo donde todo ocurre como los nietos son tocayos suyos) de dos películas que Ismael Rodríguez realizó con buena idea de qué podía gustar, interesar y conmover al gran público de barrio a las que fueron en principio dirigidas. Para ese público, es a la vez halagadora y tranquilizadora la encarnación de la suprema autoridad en una anciana que lanza inapelables órdenes devotas («¡primero está la misa!», grita a sus nietos), reparte bastonazos, admite la necesidad de violencia en los machos para hacer inocuos sus efectos […] y no duda en dejar claro cuál es el «consentido» […]
García Riera, E. (1993). Historia documental del cine mexicano IV: 1946-1948. Guadalajara, México: Universidad de Guadalajara, p. 90.

Ese «consentido» de la matriarca García se convirtió, gracias a este filme y a su inmediata secuela Vuelven los García (1946), en el indiscutible ídolo popular del cine mexicano. A partir de Los tres García, Infante y Rodríguez encadenarían un éxito tras otro en más de una docena de filmes inolvidables.
Inventivo a la vez que poseedor de un infalible olfato comercial, Ismael Rodríguez combinó en sus películas la experimentación formal con una base argumental sólida. En Los tres García, el director incurrió con éxito en fantasías delirantes, como la sucesión de escenas soñadas o imaginadas por los primos mientras tratan de seducir a la indecisa Lupita (Marga López). Estos experimentos anticiparon la perturbadora secuencia en la que el drogadicto interpretado por Miguel Inclán se siente acosado por la mirada de «la paralítica» (María Gentil Arcos) en Nosotros los pobres (1947) y el triunfo de los efectos especiales «caseros» de Los tres huastecos (1948), filme en el que el director se dio el lujo de dirigir a tres Pedro Infante para beneplácito de sus múltiples admiradores. 
Finalmente, en el terreno argumental, Los tres García significó la triunfal consolidación de la comedia ranchera, género netamente mexicano que se convirtió en la carta de presentación de nuestro cine en el extranjero a partir de Allá en el Rancho Grande (1936).

## Comentarios
Este filme ocupa el lugar 83 dentro de la lista de las 100 mejores películas del cine mexicano, según la opinión de 25 críticos y especialistas del cine en México, publicada por la revista Somos en julio de 1994.